# Adam Fischer

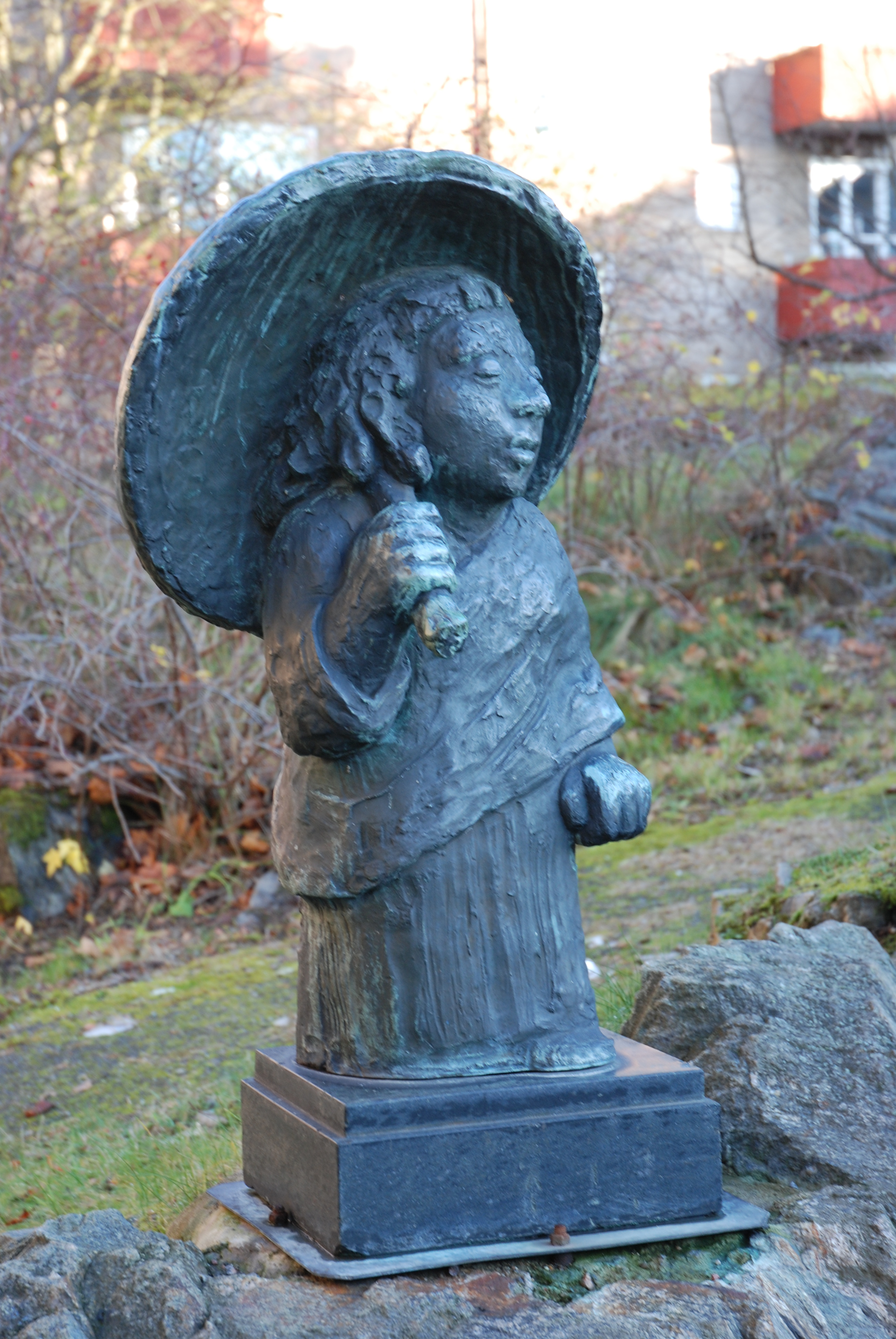
Flicka med parasoll, Västertorp, Stockholm

Kaj Adam Mathiessen Fischer, född 28 juli 1888 i Köpenhamn, död 18 januari 1968 i Ordrup, var en dansk tecknare och skulptör.

## Utbildning och levnad
Adam Fischers föräldrar var kreaturskommissionären Conrad Fredrik Fischer och Eva Alexandria Mathiessen. Han studerade på Frederik Vermehrens tecknarskola i Köpenhamn, på Kunstakademiets målarskola i Köpenhamn 1908-13 och på André Lhotes tecknarskola i Paris 1917-18. Han bodde mellan 1913 och 1933 i Frankrike. Han undervisade 1926-27 på den av Lena Börjeson skapade konstskolan Académie Scandinave, också kallad Maison Watteau, i Paris 1926-27. Adam Fischer undervisade bland annat den danska skulptören Astrid Noack, och kom också att vara en betydelsefull inspiratör för många svenska konstnärer i Paris. Han var gift med målaren Ellen (Eline) Fischer (1889-1966).
Han fick Eckersbergmedaljen 1936 för bysten Eva la Cour, Thorvaldsenmedaljen 1950 och Prins Eugen-medaljen 1960.

## Verk i urval
- Porträttbyst av Nils Möllerberg (1923), brons, Statens Museum for Kunst i Köpenhamn
- Porträttbyst av Astrid Noack (1928), brons, Louisiana kunstmuseum i Humlebæk
- Porträttbyst av Otte Sköld (1931), terrakotta
- Græsk pige med stor krukke (1939), brons, Köpenhamns Maskinmesterskole, Köpenhamn
- Alspigen (1946), brons, fontän på Rådhustorvet i Sønderborg (rest 1951).[4] En replik av huvudfiguren, Pomona, finns vid Skissernas Museum i Lund.
- Flicka med parasoll, brons, rest 1957, Västertorp, Stockholm, också i Skärholmen och på Spånga torg i samma stad
- Minnesmärke över inrikesministern Ove Rode (från 1936-38), fransk Euville-kalksten, Ove Rodes Plads i Köpenhamn
- Ung flicka från Kreta (1942-52), keramik, olika versioner, bland annat på Statens Museum for Kunst i Köpenhamn
- Pige der spejler sig (1946), brons, Østergade i Holstebro

Adam Fischer finns representerad vid bland annat Moderna museet, Göteborgs konstmuseum och Skissernas museum.